# Лакуњано (Перуђа)
Лакуњано је насеље у Италији у округу Перуђа, региону Умбрија.
Према процени из 2011. у насељу је живело 1202 становника. Насеље се налази на надморској висини од 322 м.